# Rowland George
Rowland David George (* 15. Januar 1905 in Bath; † 9. September 1997 in Henley-on-Thames) war ein britischer Ruderer.
Rowland George hatte sich während seines Studiums an der University of Oxford nicht für die Teilnahme am Boat Race qualifizieren können. Nach seinem Studienabschluss arbeitete er bei einer Papierfirma in Bristol. 1929 entsandte ihn seine Firma nach London, wo er wieder mit dem Rudersport begann. 1930 schloss er sich dem Thames Rowing Club an, 1931 gewann er bei der Henley Royal Regatta im Vierer ohne Steuermann, 1932 im Vierer mit Steuermann. In beiden Jahren unterlag er aber mit dem Achter. 
Für die Olympischen Spiele 1932 in Los Angeles nominierte der britische Verband den Vierer ohne Steuermann mit John Badcock, Hugh Edwards, Jack Beresford und Rowland George. Die Briten gewannen ihren ersten Vorlauf gegen die US-Amerikaner und gegen die Deutschen, beide unterlegenen Boote erreichten aber über den Hoffnungslauf ebenfalls das Finale. Dort gewannen die Briten die Goldmedaille mit fast fünf Sekunden Vorsprung auf die Deutschen und die Italiener.
Im Zweiten Weltkrieg schloss sich George der Royal Air Force an und war dort in der Ausrüstungsabteilung, da er für die Pilotenausbildung zu alt war. Bis zum Kriegsende stieg er bis zum Oberstleutnant auf. 1943 wurde er mit dem Orden OBE ausgezeichnet. Nach der Landung in Salerno wurde er als erster – und vermutlich einziger – Angehöriger der Ausrüstungsabteilung mit dem Distinguished Service Order ausgezeichnet. 